# Salvador Sostres
Salvador Sostres Tarrida (Barcelona, 10 de junio de 1975) es un columnista y escritor español.  El académico español Pedro Paniagua Santamaría y su coautora le han caracterizado a modo irónico por escribir «bien de fútbol, entiende sobre el tema, conoce a los equipos y tiene buen gusto» y por poseer «inconfundible ‘estilo Sostres’»: 351, 361 

## Carrera
Ha efectuado una transición ideológica: afín al independentismo catalán y a Convergència Democràtica de Catalunya en el pasado, ha terminado siendo muy crítico con el procés.  Escribió en Avui entre 2001 y 2009;: 348  publicó allí la columna diaria Llir entre cards ("Lirio entre cardos"); se le recuerda el artículo «Parlar espanyol és de pobres» (7 de abril de 2005). Fue también colaborador de Crónicas Marcianas, un programa de medianoche de Telecinco,: 348  y presentó el guiñol Les nines ("Las muñecas") en Canal Català. Colaboró anteriormente con Joan Barril en COM Ràdio, y con Alfonso Arús en el programa Arucitys. 
Se ha caracterizado por su «tono polémico». Entre las características de Sostres se encuentran críticas a la izquierda y a la clase baja, además de frecuentes alusiones al género femenino. En este sentido se le ha considerado como el precursor del tertuliano televisivo machista. Tanto desde sus columnas en El Mundo como en ABC, ha encomiado la dictadura franquista y la figura de Francisco Franco, a quien llegó a atribuir el «advenimiento de la democracia, su gran obra póstuma». Así mismo, su artículo "Los perdedores" —entre otros—, en que justifica el golpe de Estado de 1936 en España, fue reproducido por la Fundación Nacional Francisco Franco en su página web.
También es un apasionado de la gastronomía. Desde 2010, escribió artículos de opinión semanales en el diario El Mundo,: 349  y en la red de blogs de este periódico, hasta su despido en mayo de 2015. A los tres días pasó a escribir en ABC donde escribe editoriales, narrativas periodísticas del balompié, y además publica la bitácora French 75 de ABC, cuyo nombre es el de una bebida.: 349 
Ha escrito además en La Vanguardia, Factual, y Diari de Girona.  También ha colaborado en el programa matinal de COPE Herrera en COPE. y en Telemadrid.

## Vida personal
Nació el 10 de junio de 1975 en Barcelona.  No concluyó sus estudios universitarios de periodismo.: 348   Sostuvo viaje de novios en 2008, y es padre y esposo.: 356 

## Obras publicadas
- Libro de los imbéciles (1999, ISBN 978-84-350-0836-5)
- Lucía (2000, ISBN 978-84-350-0886-0)
- Escric molt bé (2003, ISBN 978-84-96201-01-9)
- Ara sí que som plurals (2004, ISBN 978-84-664-0440-2)
- Sóc Convergent: i què? (2005, ISBN 978-84-8437-847-1)
- Jo.  Les mentides que calen per explicar una sola veritat (2006, ISBN 978-84-9734-418-0)
- Todo irá bien.  Artículos 2015-2022 (2022, ISBN 978-84-122712-2-5)